# DDR1
DDR1 (англ. discoidin domain receptor tyrosine kinase 1; CD167a , КФ 2.7.10.1) — мембранный белок, фермент из надсемейства рецепторных тирозинкиназ, продукт гена DDR1.
DDR1 входит в группу рецепторов, которые содержат домен, гомологичный белку дискоидин 1 из Dictyostelium discoideum.

## Функции
Рецептор DDR1 играет роль в межклеточных взаимодействиях и распознавании. Взаимодействие между лейкоцитарным DDR1 и коллагеном облегчает адгезию, миграцию, дифференцировку/созревание лейкоцитов и продукцию ими цитокинов и хемокинов.

## Структура
DDR1 — крупный белок, состоит из 895 аминокислот, молекулярная масса белковой части — 101,1 кДа. N-концевой участок (398 аминокислот) является внеклеточным, далее расположен единственный трансмембранный фрагмент и внутриклеточный фрагмент (470 аминокислот). Внеклеточный фрагмент включает 4 участка N-гликозилирования. Цитозольный участок включает протеинкиназный домен, участок связывания с АТФ, 4 аутофосфорилируемых тирозинов и PPxY-мотив.
Рецептор взаимодействует с WWC1 (посредством WW доменов), входит в тримолекулярный комплекс с белками WWC1 и PRKCZ (как правило в несвязанном с коллагеном состоянии).
В результате альтернативного сплайсинга образуются 5 изоформ белка.

## Каталитическая активность
Внутриклеточный протеинкиназный домен фосфорилирует собственные остатки тирозина, перенося фосфатную группу с АТФ на гидроксильную группу аминокислоты. Аутофосфорилирование происходит при взаимодействии DDR1 с коллагенами типов I—VI.

## Тканевая специфичность
Белок в небольшой степени экспрессирован на эпителиальных клетках большинства тканей, максимальная экспрессия наблюдается в мозге, лёгких, плаценте и почках. Высокая степень экспрессии найдена во многих линиях клеток карциномы, особенно в клетках рака молочной железы. Отсутствует в соединительной ткани, на эндотелиальных клетках, в жировой и мышечной тканях и на гематопоэтических клетах.

## См.также
- DDR2
- Кластер дифференцировки